# Rejowiec
Rejowiec ist eine polnische Stadt sowie Sitz der gleichnamigen Stadt-und-Land-Gemeinde im Powiat Chełmski der Woiwodschaft Lublin.
Während der deutschen Besetzung im Zweiten Weltkrieg wurde am Rand der Gemeinde das Durchgangslager Ghetto Rejowiec errichtet, das von 1941 bis 1943 betrieben wurde. Zum 1. Januar 2017 wurde Rejowiec wieder zur Stadt erhoben.

## Gemeinde
Zur Stadt-und-Land-Gemeinde Rejowiec gehören weitere Ortschaften mit insgesamt etwa 6500 Einwohnern.